# Катастрофа RC-135 в Беринговом море
Катастрофа RC-135 в Беринговом море — авиационная катастрофа, произошедшая утром в четверг 5 июня 1969 года посреди Берингова моря. Самолёт-разведчик Boeing RC-135E Rivet Amber с 19 людьми на борту выполнял перегоночный рейс с острова Шемья в Фэрбанкс, когда спустя полтора часа полёта связь с ним прервалась. Несмотря на многочисленные поиски, никаких следов самолёта найти не удалось.

## Самолёт
Boeing C-135B-II c бортовым номером 62-4137 (заводской — 18477, серийный — 3043) был построен в 1962 году и 18 июля совершил свой первый полёт. Однако было решено его модифицировать в разведывательный самолёт для слежения за испытаниями советских межконтинентальных баллистических ракет, в связи с чем 30 сентября 1963 года его передали компании Ling-Temco-Vought.
В ходе переделки в носовой части фюзеляжа была поставлена мощнейшая радиолокационная станция бокового обзора (РЛСБО) «проект 863» производства Hughes Electronics с фазированной антенной решёткой. Общий вес установки составлял 35 413 фунтов (16 063 кг), а потребляла она до 7 МВт энергии, поэтому под корневой частью левого полукрыла на пилоне поставили обтекаемый контейнер, внутри которого был расположен турбогенератор мощностью 350 кВт, приводом которого являлся вертолётный двигатель Lycoming T55-L-5 мощностью 2200 л. с. Под корневой частью правого полукрыла был установлен ещё один такой же обтекаемый контейнер, внутри которого находился теплообменник для отвода тепла от аппаратуры. Оба эти обтекателя для неспециалистов выглядели как реактивные двигатели, в связи с чем появилось ложное мнение, что у борта 62-4137 было 6 двигателей. В увеличенном носовом обтекателе была расположена система AN/AMQ-15.
Из-за установки радара внутри фюзеляжа пришлось удалить фрагмент правого борта от пилотской кабины до передней кромки крыла, заменив его огромным радиопрозрачным обтекателем, который повторял исходный контур фюзеляжа; вопреки распространённым убеждениям, левый борт при этом остался без изменений, как и грузовая дверь в нём. Также РЛСБО во время работы создавала опасное высокочастотное излучение, поэтому для защиты экипажа спереди и сзади станции поставили массивные свинцовые экраны; сквозной проход по самолёту во время работы РЛСБО был запрещён. Примечательно, что советские военные могли знать об этой установке, так как советские истребители старались держаться от этого самолёта подальше.
После переделки борт 62-4137 получил обозначение RC-135E и 30 марта 1966 года поступил на Аляску. Поначалу за ним закрепилось прозвище Lisa Ann, в честь Лизы Энн О’Рир (англ. Lisa Ann O'Rear) — дочери руководителя программы Big Safari, но позже он получил официальное кодовое обозначение Rivet Amber (с англ. — «Заклёпка янтаря»). Стоимость Rivet Amber в ценах того времени составила 35 миллионов долларов, что делало его самым дорогим самолётом американских ВВС. Также по некоторым данным это был самый тяжёлый представитель семейства RC-135.

## Катастрофа
В начале июня 1969 года при посадке на острове Симия (Алеутские острова) Rivet Amber столкнулся с сильной турбулентностью. Позже при наземном осмотре были обнаружены многочисленные повреждения обшивки в хвостовой части, особенно на киле и у хвостовых опор антенны высокочастотной связи. Других повреждений, в том числе на боковых участках, особенно в районе модернизированных участков, замечено не было. По требованию руководства, несмотря на возражения ремонтной службы аэродрома, было принято решение перегнать самолёт на авиабазу Эйлсон, что близ Фэрбанкса, для проведения ремонта обшивки.
5 июня RC-135E с 19 людьми на борту, выполняя перегоночный рейс с позывным Irene 92, взлетел с Симии и направился по общему воздушному коридору через Берингово море к материку. Неожиданно на 45-й минуте полёта в 09:38 местного времени командир самолёта КС-135С Big Team Ларри Кобб (англ. Larry Cobb) получил сообщение: Ривет Эмбер объявляет Mayday. Сообщаем о сильной вибрации и снижении на более низкую высоту (англ. Rivet Amber had declared a May Day and was reporting severe vibration and was descending to lower altitude). Во втором сообщении был сказан только позывной (Ирэн 92), а в третьем сообщении экипаж передал, что они задействуют кислородные маски. В 10:22 (18:22 GMT) сообщения с борта 62-4137 прервались.
Несмотря на длившиеся две недели обширные поиски, никаких следов самолёта найти не удалось; все летевшие в нём 19 человек были признаны погибшими. В то же время было отмечено, что в предполагаемом районе падения самолёта был замечен подозрительный советский траулер, цель пребывания которого в этой области осталась не выяснена.

## Расследование
Среди экипажей, летающих на RC-135, распространена следующая версия случившегося: отделение киля. Дело в том, что самолёты C-135/B707 из-за стреловидного крыла имеют склонность к «голландскому шагу» — потере курсовой устойчивости. Поначалу эту проблему решали обучением пилотов выходить из неё, но 19 октября 1959 года в ходе тестового полёта при отработке данной ситуации в районе Арлингтона (штат Вашингтон) произошла катастрофа. Тогда было решено увеличить площадь вертикального хвостового оперения. Однако теперь аэродинамическая нагрузка на последнее только возросла, что подтвердила произошедшая 5 марта 1966 года катастрофа Boeing 707 на Фудзи (Япония), когда пассажирский авиалайнер при пролёте близ горы столкнулся с аномально сильной турбулентностью, в результате которой хвостовая часть отделилась. В связи с этим была начата программа Pacer Fin по замене креплений стабилизаторов (вертикального и горизонтальных) на усиленные. Была такая программа начата и в армии, но из-за большого размера парка C-135/KC-135 и их вариантов не все самолёты успели модифицировать; борт 62-4137 имел хвостовое оперение увеличенной площади, но с оригинальным креплением.
Когда борт 62-4137 переделали в RC-135E, его конструкция подверглась различным изменениям, но хвостовое оперение оставили прежним, несмотря на то, что значительно возрос общий вес самолёта, а значит, и нагрузка на управляющие поверхности. Начав в 1965 году выполнять разведывательные полёты, через два года Rivet Amber вернулся в Гринвилл (Техас) для проведения планового технического обслуживания и осмотра. Самолёт признали технически исправным, а никаких повреждений конструкции от установки радарной установки замечено не было. Никаких усталостных трещин также не было выявлено. RC-135E вернули в эскадрилью, после чего в течение следующих 9 месяцев он совершил полсотни полётов. В рамках программы Pacer Fin у самолёта должны были поменять крепления хвостового оперения, когда без объяснения причин руководство Стратегической авиации приняло решение отодвинуть проведение модернизации на 500 лётных часов; при этом, вероятно, не учитывалось, что борт 62-4137 эксплуатировался в сложных погодных условиях на аэродроме в северной части Тихого океана.
Когда перед роковым полётом самолёт столкнулся с сильной турбулентностью и повредил хвостовое оперение, его следовало тщательно осмотреть на наличие повреждений, не ограничиваясь только внешним осмотром обшивки.

## Версии
Так как никаких следов самолёта найти не удалось, причина катастрофы официально не была определена.
В то же время известно, что от первого сообщения о чрезвычайной ситуации до прекращения связи прошло 46 минут, то есть ситуация развивалась постепенно. В связи с этим такие версии, как то, что самолёт был сбит советской ракетой, можно считать несостоятельными.
Наиболее распространена версия, что в полёте отделился киль, приведя к последующему повреждению хвостовой части и потере управления самолётом. Так как экипаж сообщал об использовании кислородных масок, то высказывалась версия о пожаре, который мог начаться в одном из подвесных контейнеров (генератор или охладитель), либо в установленной в фюзеляже радарной установке. Но маски экипаж мог использовать и при разгерметизации самолёта, что могло произойти при повреждении конструкции. При этом велика вероятность, что на борту не было взрывной декомпрессии, так как в этом случае выкинуло бы и значительное число мусора на большой площади, который бы остался плавать на поверхности, но его не нашли. Ещё рассматривалась версия, что самолёт разрушился из-за сильной турбулентности, с которой столкнулся во время полёта, либо из-за высоких нагрузок от повышенного веса, но и в этом случае разрушение должно было начаться с уже ослабленного хвостового оперения.
В русскоязычных источниках наиболее вероятной указана версия, что самолёт разрушился в воздухе из-за ослабления конструкции фюзеляжа удалением части правого борта для установки радиопрозрачного обтекателя. По мнению противников данной версии, её можно считать одной из самых невероятных, так как в этом случае повреждения были бы слишком велики, чтобы самолёт мог продолжать полёт на протяжении 46 минут (хотя происшествие с Boeing 737 над Кахулуи доказывает обратное).